# ميدي واتر
ماكينلي مورغانفيلد (4 أبريل 1913 – 30 أبريل 1983)   المعروف باسم ميدي واتر، كان مغنيًا وكاتب أغاني وموسيقيًا أمريكيًا لموسيقى البلوز وكان شخصية مهمة في مشهد البلوز بعد الحرب، وغالبًا ما يُشار إليه على أنه «أب العصر الحديث. بلوز شيكاغو». وصف أسلوبه في اللعب بأنه «تمطر غبطة دلتا».